# Limacella
Limacella Earle (muchomornica) – rodzaj grzybów z rodziny muchomorowatych (Amanitaceae).

## Charakterystyka
Naziemne grzyby saprotroficzne. Kapelusze zawsze śluzowate, maziste, nagie. Blaszki od białych do kremowych, wolne. Trzony od suchych do śluzowatych, z pierścieniem lub bez pierścienia. Miąższ ma zapach i smak przypominające mąkę. Wysyp zarodników biały, nieamyloidalny. Zarodniki od okrągławych do eliptycznych, gładkie lub szorstkie, bez pory rostkowej. Trama blaszek dwustronna (strzępki biegną łukowato od środka na zewnątrz).

## Systematyka i nazewnictwo
Pozycja w klasyfikacji według Index Fungorum: Amanitaceae, Agaricales, Agaricomycetidae, Agaricomycetes, Agaricomycotina, Basidiomycota, Fungi.
Polską nazwę podał Władysław Wojewoda w 2003 r., Stanisław Chełchowski opisywał gatunki należące do tego rodzaju pod nazwą bedłka. Synonimy:
Amanitella Maire, Myxoderma Fayod ex Kühner.
Gatunki występujące w Polsce:
- Limacella delicata (Fr.) H.V. Sm. 1945 – muchomornica delikatna
- Limacella ochraceolutea P.D. Orton 1969[5]

Nazwy naukowe na podstawie Index Fungorum. Wykaz gatunków i nazwy polskie według Władysława Wojewody i innych.